# Вивервил (Илиноис)
Вивервил (енгл. Beaverville) град је у америчкој савезној држави Илиноис.

## Демографија
По попису из 2010. године број становника је 362, што је 29 (-7,4%) становника мање него 2000. године.
| Група             | 2000.       | 2010.       |
| Белци             | 387 (99,0%) | 347 (95,9%) |
| Афроамериканци    | 0 (0,0%)    | 2 (0,6%)    |
| Азијати           | 1 (0,3%)    | 0 (0,0%)    |
| Хиспаноамериканци | 2 (0,5%)    | 7 (1,9%)    |
| Укупно            | 391         | 362         |